# 아와지정
아와지정(淡路町)은 효고현 쓰나군에 있던 정이다.

## 역사
- 1956년 4월 1일 - 이와야정, 이와야촌, 에히라촌, 가마구치촌이 합병해 성립하였다.
- 1961년 6월 19일 - 마을회관을 오아자키야에 설치하는 마을의회 의결에 주민들이 반대하고 있었다. 오아자 시모다, 가와우치,시라야마, 우라, 다니, 나카모치 및 가리야, 구루마, 구스모토, 가마구치의 일부가 분립해 히가시우라정이 성립하였다.
- 2005년 4월 1일, 이치노미야정, 히가시우라정, 호쿠단정과 합병해 아와지시가 성립, 동일 아와지정은 폐지되었다.

## 교통

### 도로
- 국도 제28호선